# Sapin-sapin
Le sapin-sapin est un dessert philippin composé de farine de riz gluant, de lait de coco, de sucre et d'eau, coloré, avec de la noix de coco parsemée sur le dessus. Sapin-sapin signifie « couches » et la spécialité est d'ailleurs reconnaissable à sa succession d'étages colorés. Il a été comparé à un blanc-manger aux différentes couches colorées, sucrées et parfumées à la noix de coco.